# Middlesborough (Kentucky)
Middlesborough es una ciudad ubicada en el condado de Bell en el estado estadounidense de Kentucky. En el Censo de 2010 tenía una población de 10334 habitantes y una densidad poblacional de 523,07 personas por km².

## Geografía
Middlesborough se encuentra ubicada en las coordenadas 36°36′49″N 83°43′21″O / 36.61361, -83.72250. Según la Oficina del Censo de los Estados Unidos, Middlesborough tiene una superficie total de 19.76 km², de la cual 19.53 km² corresponden a tierra firme y (1.14%) 0.23 km² es agua.

## Demografía
Según el censo de 2010, había 10334 personas residiendo en Middlesborough. La densidad de población era de 523,07 hab./km². De los 10334 habitantes, Middlesborough estaba compuesto por el 92.33% blancos, el 4% eran afroamericanos, el 0.15% eran amerindios, el 0.48% eran asiáticos, el 0.1% eran isleños del Pacífico, el 0.35% eran de otras razas y el 2.59% pertenecían a dos o más razas. Del total de la población el 1.05% eran hispanos o latinos de cualquier raza.